# Hardinvast
Hardinvast – miejscowość i gmina we Francji, w regionie Normandia, w departamencie Manche.
Według danych na rok 1990 gminę zamieszkiwało 746 osób, a gęstość zaludnienia wynosiła 102 osoby/km² (wśród 1815 gmin Dolnej Normandii Hardinvast plasuje się na 302. miejscu pod względem liczby ludności, natomiast pod względem powierzchni na miejscu 695.).